# Möbius (pel·lícula de 2013)
|  | No s'ha de confondre amb Moebius (2013). |

Möbius és una pel·lícula russa i francesa del 2013 escrita i dirigida per Éric Rochant, i protagonitzada per Jean Dujardin i Cécile de France. The Hollywoof Reporter la va criticar negativament mentre que Slant Magazine la va qualificar amb un 2,5 sobre 4.

## Argument
Grigori Lubov, un oficial dels serveis secrets russos (FSB), és enviat a Mònaco amb la finalitat de vigilar què fa Ivan Rostovski, un poderós home de negocis rus. En el marc d'aquesta missió, el seu equip recluta Alice, una superdotada de les finances. Sospitant la seva traïció, Grigori trenca la regla d'or i entra en contacte amb Alice, el seu agent infiltrat. Neix entre ells una passió impossible, que precipita la seva caiguda.

## Repartiment
- Jean Dujardin : Moïse / Grigori Lubov
- Cécile de France: Alice
- Tim Roth: Ivan Rostovski
- Émilie Dequenne : Sandra
- John Lynch : Joshua
- Vladimir Menchov : Txerkatxine / Quitusais
- Alexei Gorbounov : Khorzov, el guardaespatlles de Rostovski
- Branka Katić : Ava
- Wendell Pierce : Bob
- Pierre Baux : Birnbaum
- Eric Viellard : De Mals
- Vicky Krieps  : Olga
- John Scurti  : Honey
- Brad Leland  : Agent de la CIA
- Dean Constantin : Agent principal de Joshua
- Maksim Vitorgan : Sobtchak
- Dmitri Nazarov : Inzirillo
- Jules Werner : El jutge Rostovski
- Anouk Wagener : la secretària
- Prasanna Puwanarajah : Saïd

## Producció
Descobert a l'American Film Market (en) a Santa Monica a Califòrnia, Variety descobreix llavors, el novembre de 2011, que Jean Dujardin i Cécile de France s'uniran a  la pel·lícula Möbius d'Éric Rochant, produïda per Récifilms i Axel Films en companyia de les Productions du Tresor i EuropaCorp. L'advocat Marc Dujardin, germà de Jean, ja havia  signat el contracte amb Récifilms, abans la cerimònia dels Oscars per The Artist el 2012.
Per la necessitat del seu paper, sense falta de humor, Jean Dujardin dir haver-hi treballat la seva « stone cara a la Ryan Gosling », aquest últim amb una cara molt seriosa a Drive de Nicolas Winding Refn (2011).
Mentre que era president del jurat d'Un certain regard a Canes el maig de 2012, Tim Roth ha confessat que anava a interpretar el paper d'un oligarca rus. Éric Rochant ha trobat una semblança física entre l'actor i Roman Abramovitch, oligarca rus classificat en el novè lloc de les fortunes més importants del seu país l'any 2011 i propietari sobretot del club de futbol londinenc Chelsea FC.
Segons Le Figaro, el rodatge comença el maig de 2012, per vuit i nou setmanes, en el sud de França, a Luxemburg, a Brussel·les a Bèlgica i a Moscou a Rússia [de fet a Kíev. Cf. El making-off de la pel·lícula es troba en la versió en DVD] El realitzador conta cada dia i cada hora el rodatge, els plànols rodats i les seves impressions afegint les fotos en el seu compte Twitter,.
La postproducció comença l'octubre del 2012